# Colchicaceae
Las colchicáceas (nombre científico Colchicaceae) son una familia de plantas herbáceas y perennes que se reproducen por cormos o rizomas. Existen aproximadamente 225 especies distribuidas en 16 géneros. Los miembros de la familia se reconocen por sus flores bastante grandes, vistosas, con 6 tépalos usualmente libres, cada uno de los cuales rodea un estambre, y por su gineceo de ovario súpero. Las especies de esta familia producen un alcaloide conocido como colchicina el cual se utiliza para el tratamiento de varias enfermedades y en el mejoramiento genético de plantas. Por otro lado, varias especies de los géneros Colchicum, Gloriosa y Sandersonia se cultivan como ornamentales.
La familia fue reconocida por sistemas de clasificación modernos como el sistema de clasificación APG III (2009) y el APWeb (2001 en adelante).

## Descripción

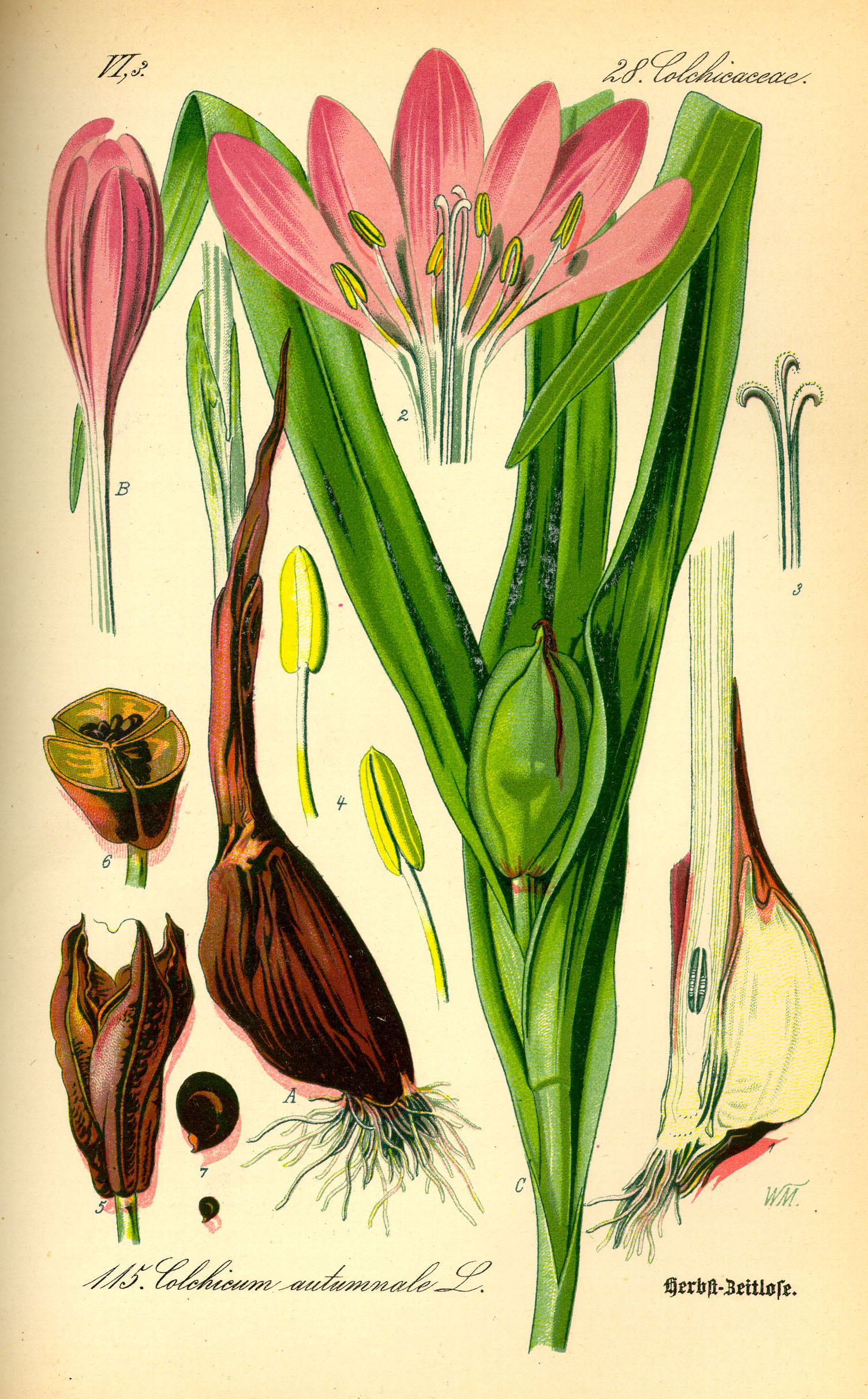
Ilustración de la planta y varios órganos de Colchicum. A: parte basal de la planta, se observa el bulbo (un cormo) con sus raíces adventicias y, hacia arriba, las túnicas papiráceas que cubren el bulbo y la primera hoja envolviendo al tallo. B: pimpollo de la flor. C: parte aérea de la planta luego de la floración, se observan las hojas rodeando al fruto. 1: bulbo en corte longitudinal, 2: flor abierta mostrando el perigonio de 6 tépalos, el androceo de 6 estambres y el pistilo con su estigma trífido. 3: detalle del estilo y estigma. 4: detalle de las anteras. 5: el fruto, una cápsula. 6: el fruto en corte transversal, se pueden observar los 3 lóculos y las semillas de placentación axilar. 7: detalles de las semillas.

Introducción teórica en Terminología descriptiva de las plantas

### Hábito de crecimiento
Son hierbas perennes, pueden o no tener una agregación basal de hojas. Presentan cormos (Colchicum) o estructuras alargadas de tipo cormo, o rizomas rastreros (Gloriosa). Las plantas pueden ser erectas o decumbentes y trepadoras (Gloriosa).

### Hojas
Las hojas son alternas, simples, usualmente espiraladas o dísticas, dispuestas a lo largo del tallo o en una roseta basal, con venación paralela, usualmente envainadoras en la base, ocasionalmente terminando en un zarcillo. No presentan estípulas. Son sésiles o, raramente, pecioladas. La lámina es entera, linear o lanceolada. Los bordes de la lámina foliar son enteros. Presentan estomas anomocíticos. La anatomía de la lámina es dorsiventral. Las células del mesófilo presentan cristales de oxalato de calcio.

### Flores
Las flores son hermafroditas, trímeras, actinomorfas, pentacíclicas, conspicuas. El perigonio está constituido por seis tépalos, separados a conados, con forma de "U" y doblados alrededor de cada estambre en la yema floral, imbricados, vistosos, muchas veces variegados (con zonas de colores diferentes), punteados, o con la porción basal de un color diferente que la porción superior. 
El androceo está formado por seis estambres, con filamentos separados, a veces adnatos a los tépalos. El polen es monosulcado a 2- o 4-sulcado o foraminado. 
El gineceo está formado por 3 carpelos unidos entre sí, el ovario es súpero, los óvulos son numerosos, con uno o dos tegumentos y un megasporangio más o menos delgado y de placentación axilar. Presentan tres estigmas, truncados a elongados. 
Presentan nectarios (glándulas productoras de néctar) y la secreción proviene usualmente del perianto (más específicamente la base de los tépalos) o bien, del androceo como en el caso de Colchicum.

### Inflorescencia
Las flores pueden ser solitarias o estar dispuestas en diversos tipos de inflorescencias, terminales o axilares, tales como cimas, racimos o umbelas. Usualmente las inflorescencias se hallan en la axila de una espata.

### Fruto y semilla
El fruto es seco e indehiscente: una cápsula. Las cápsulas pueden ser septicidas (usualmente) o loculicidas. 
Las semillas, más o menos angulares a globosas, a veces ariladas, de color marrón o rojo, presentan endosperma aceitoso. El embrión es recto y la testa no presenta fitomelaninas.

### Fitoquímica y citología
No son cianogénicas. 
Presentan alcaloides, incluyendo los de tipo de la colchicina (con un anillo de tropolona). 
Están ausentes en todos los miembros de la familia las proantocianidinas, los flavonoles, el ácido elágico y las saponinas. 
Presentan fisiología C3. 
El número cromosómico básico de la familia se supone que es x=11 y los números básicos de los diferentes géneros van desde x=5 hasta x=12.

## Ecología
Ampliamente distribuidas en áreas templadas a tropicales de Norteamérica, África, Europa y Asia, a Australia y Nueva Zelanda, especialmente características de los climas estacionales con lluvias de invierno ("mediterráneos"). Colchicaceae es nativa principalmente del Viejo Mundo, siendo la única excepción Uvularia (de regiones templadas del Hemisferio Norte).
Las vistosas flores son polinizadas por varios insectos (abejas, avispas, moscas, mariposas y polillas), que usan néctar o polen como recompensadores de la polinización. 
Las semillas muchas veces no muestran adaptaciones obvias para la dispersión, algunas tienen arilos o estructuras de tipo arilo y pueden ser dispersadas por hormigas o pájaros. 
Si bien toda la familia ha sido descripta y tratada como hermafrodita, en los últimos años se han descubierto poblaciones ginodioicas (es decir con individuos femeninos y hermafroditas coexistiendo en la misma población) en algunas especies, como por ejemplo en Wurmbea biglandulosa.

## Filogenia
Introducción teórica en Filogenia Chacón y Renner, 2014; Chacón et al., 2014
La monofilia de Colchicaceae, como aquí delimitada, está sustentada por secuencias de nucleótidos (Chase et al. 1995a, 2000, Rudall et al. 2000a) y morfología (tépalos con forma de U, doblados alrededor de cada estambre en la yema). 
Los géneros Uvularia, Disporum, Tripladenia, y Schelhammera fueron alguna vez ubicados en un Uvulariaceae no monofilético (ver Dahlgren et al. 1985), pero son un asemblaje parafilético con respecto al núcleo de las Colchicaceae, que constituyen un clado bien sostenido diagnosticado por sus cormos o tallos alargados de tipo cormo, y los alcaloides de tipo colchicina con un anillo de tropolona (Nordenstam 1998, Vinnersten y Reeves 2003). 
Todos los miembros de Colchicaceae difieren de Lilioideae en tener el desarrollo del megagametofito normal (de tipo Polygonum).
A continuación se brinda el cladograma completo (APW, actualizado a julio del 2008, basado principalmente en el análisis de Fay et al. 2006,  las relaciones sugeridas por el estudio de rbcL de Janssen y Bremer 2004 son bastante diferentes, pero no incluyó a Petermanniaceae ni a Corsiaceae):
|  | Colchicaceae                                                       |
|  |                                                                    |
|  | \| \| Luzuriagaceae \| \| \| \| \| \| Alstroemeriaceae \| \| \| \| |
|  |                                                                    |
|  | Luzuriagaceae                                                      |
|  |                                                                    |
|  | Alstroemeriaceae                                                   |
|  |                                                                    |

|  | Luzuriagaceae    |
|  |                  |
|  | Alstroemeriaceae |
|  |                  |

|  | Colchicaceae                                                       |
|  |                                                                    |
|  | \| \| Luzuriagaceae \| \| \| \| \| \| Alstroemeriaceae \| \| \| \| |
|  |                                                                    |
|  | Luzuriagaceae                                                      |
|  |                                                                    |
|  | Alstroemeriaceae                                                   |
|  |                                                                    |

|  | Luzuriagaceae    |
|  |                  |
|  | Alstroemeriaceae |
|  |                  |

|  | Rhipogonaceae |
|  |               |
|  | Philesiaceae  |
|  |               |

|  | Smilacaceae |
|  |             |
|  | Liliaceae   |
|  |             |

|  | Rhipogonaceae |
|  |               |
|  | Philesiaceae  |
|  |               |

|  | Smilacaceae |
|  |             |
|  | Liliaceae   |
|  |             |

|  | Colchicaceae                                                       |
|  |                                                                    |
|  | \| \| Luzuriagaceae \| \| \| \| \| \| Alstroemeriaceae \| \| \| \| |
|  |                                                                    |
|  | Luzuriagaceae                                                      |
|  |                                                                    |
|  | Alstroemeriaceae                                                   |
|  |                                                                    |

|  | Luzuriagaceae    |
|  |                  |
|  | Alstroemeriaceae |
|  |                  |

|  | Colchicaceae                                                       |
|  |                                                                    |
|  | \| \| Luzuriagaceae \| \| \| \| \| \| Alstroemeriaceae \| \| \| \| |
|  |                                                                    |
|  | Luzuriagaceae                                                      |
|  |                                                                    |
|  | Alstroemeriaceae                                                   |
|  |                                                                    |

|  | Luzuriagaceae    |
|  |                  |
|  | Alstroemeriaceae |
|  |                  |

|  | Rhipogonaceae |
|  |               |
|  | Philesiaceae  |
|  |               |

|  | Smilacaceae |
|  |             |
|  | Liliaceae   |
|  |             |

|  | Rhipogonaceae |
|  |               |
|  | Philesiaceae  |
|  |               |

|  | Smilacaceae |
|  |             |
|  | Liliaceae   |
|  |             |

|  | Colchicaceae                                                       |
|  |                                                                    |
|  | \| \| Luzuriagaceae \| \| \| \| \| \| Alstroemeriaceae \| \| \| \| |
|  |                                                                    |
|  | Luzuriagaceae                                                      |
|  |                                                                    |
|  | Alstroemeriaceae                                                   |
|  |                                                                    |

|  | Luzuriagaceae    |
|  |                  |
|  | Alstroemeriaceae |
|  |                  |

|  | Colchicaceae                                                       |
|  |                                                                    |
|  | \| \| Luzuriagaceae \| \| \| \| \| \| Alstroemeriaceae \| \| \| \| |
|  |                                                                    |
|  | Luzuriagaceae                                                      |
|  |                                                                    |
|  | Alstroemeriaceae                                                   |
|  |                                                                    |

|  | Luzuriagaceae    |
|  |                  |
|  | Alstroemeriaceae |
|  |                  |

|  | Rhipogonaceae |
|  |               |
|  | Philesiaceae  |
|  |               |

|  | Smilacaceae |
|  |             |
|  | Liliaceae   |
|  |             |

|  | Rhipogonaceae |
|  |               |
|  | Philesiaceae  |
|  |               |

|  | Smilacaceae |
|  |             |
|  | Liliaceae   |
|  |             |

|  | Colchicaceae                                                       |
|  |                                                                    |
|  | \| \| Luzuriagaceae \| \| \| \| \| \| Alstroemeriaceae \| \| \| \| |
|  |                                                                    |
|  | Luzuriagaceae                                                      |
|  |                                                                    |
|  | Alstroemeriaceae                                                   |
|  |                                                                    |

|  | Luzuriagaceae    |
|  |                  |
|  | Alstroemeriaceae |
|  |                  |

|  | Colchicaceae                                                       |
|  |                                                                    |
|  | \| \| Luzuriagaceae \| \| \| \| \| \| Alstroemeriaceae \| \| \| \| |
|  |                                                                    |
|  | Luzuriagaceae                                                      |
|  |                                                                    |
|  | Alstroemeriaceae                                                   |
|  |                                                                    |

|  | Luzuriagaceae    |
|  |                  |
|  | Alstroemeriaceae |
|  |                  |

|  | Rhipogonaceae |
|  |               |
|  | Philesiaceae  |
|  |               |

|  | Smilacaceae |
|  |             |
|  | Liliaceae   |
|  |             |

|  | Rhipogonaceae |
|  |               |
|  | Philesiaceae  |
|  |               |

|  | Smilacaceae |
|  |             |
|  | Liliaceae   |
|  |             |

Colchicaceae es hermana de (Alstroemeriaceae + Luzuriagaceae). Algunos géneros de Colchicaceae tienen hojas retorcidas, al igual que Alstroemeriaceae y Luzuriagaceae.
Petermannia fue incluido en Colchicaceae en APG (1998) y APG II (2003), pero ahora se sabe que el ADN utilizado para hacer el análisis provino, en realidad, de una planta de Tripladenia cunninghamii que había sido mal identificada como Petermannia. La verdadera Petermannia resultó ser hermana de las 3 familias ya mencionadas (Colchicaceae, Alstroemeriaceae y Luzuriagaceae), por lo que puede ser apropiado reinstaurar a la familia Petermanniaceae, como han sugerido Soltis y colaboradores en el año 2005 y, de hecho, lo hace el APWeb.

## Taxonomía
Introducción teórica en Taxonomía
La familia fue reconocida por el APG III (2009), el Linear APG III (2009) le asignó el número de familia 56. La familia ya había sido reconocida por el APG II (2003).

### Historia de la circunscripción de la familia

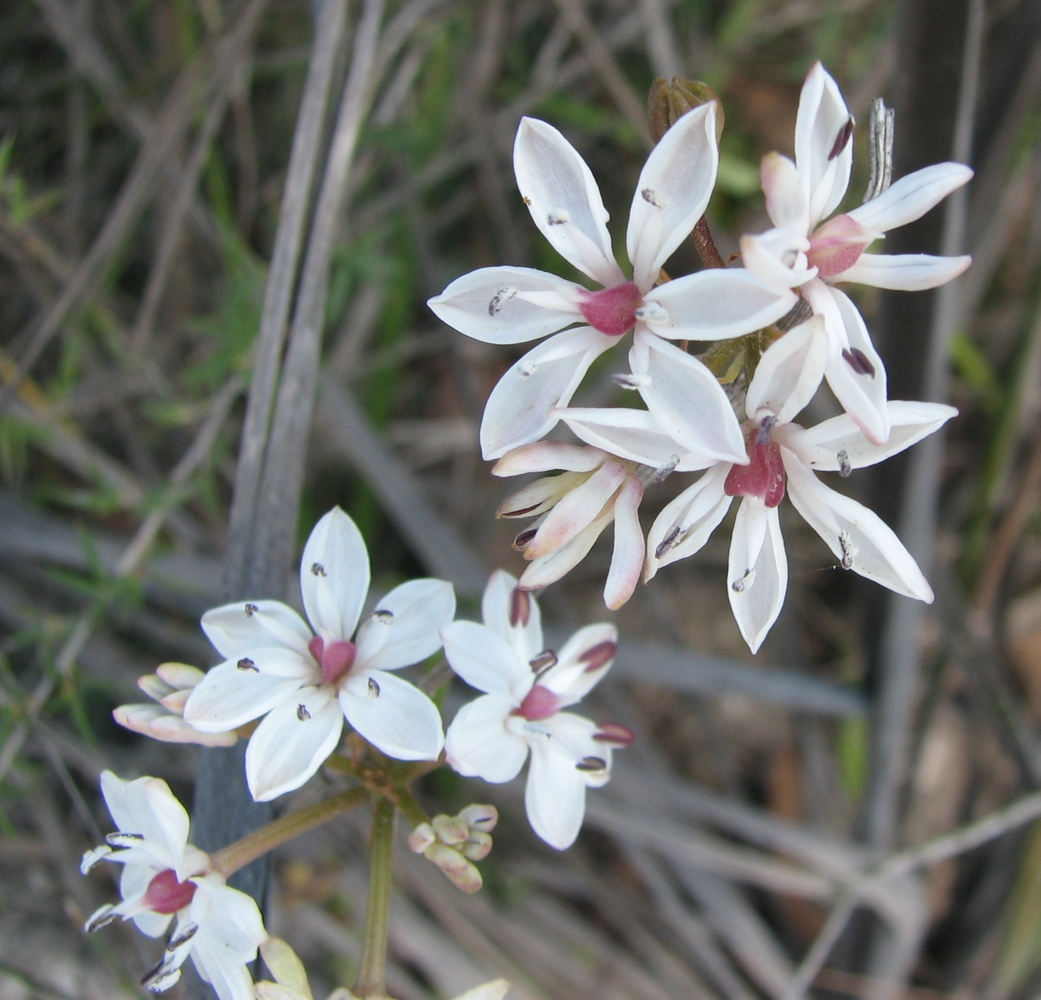
Inflorescencia de Burchardia umbellata, fotografía tomada en Victoria, Australia.

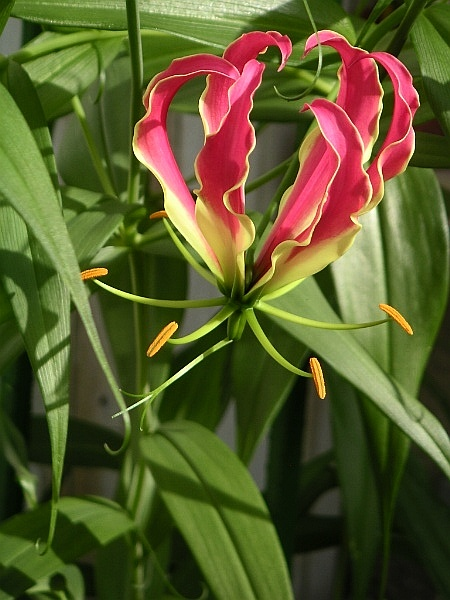
Flor de Gloriosa rothschildiana ..

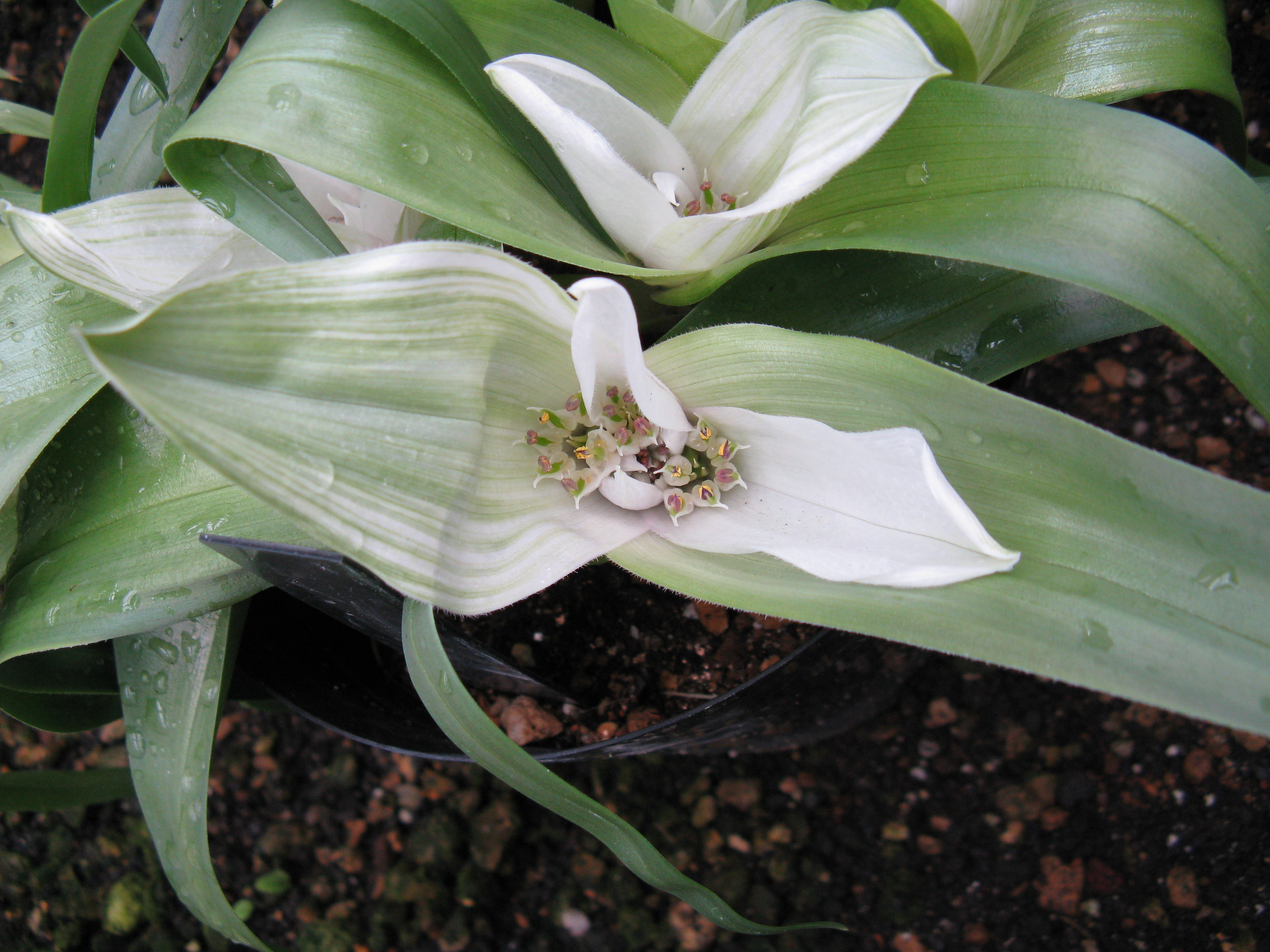
Androcymbium ciliolatum, fotografía tomada en Osaka, Japón.

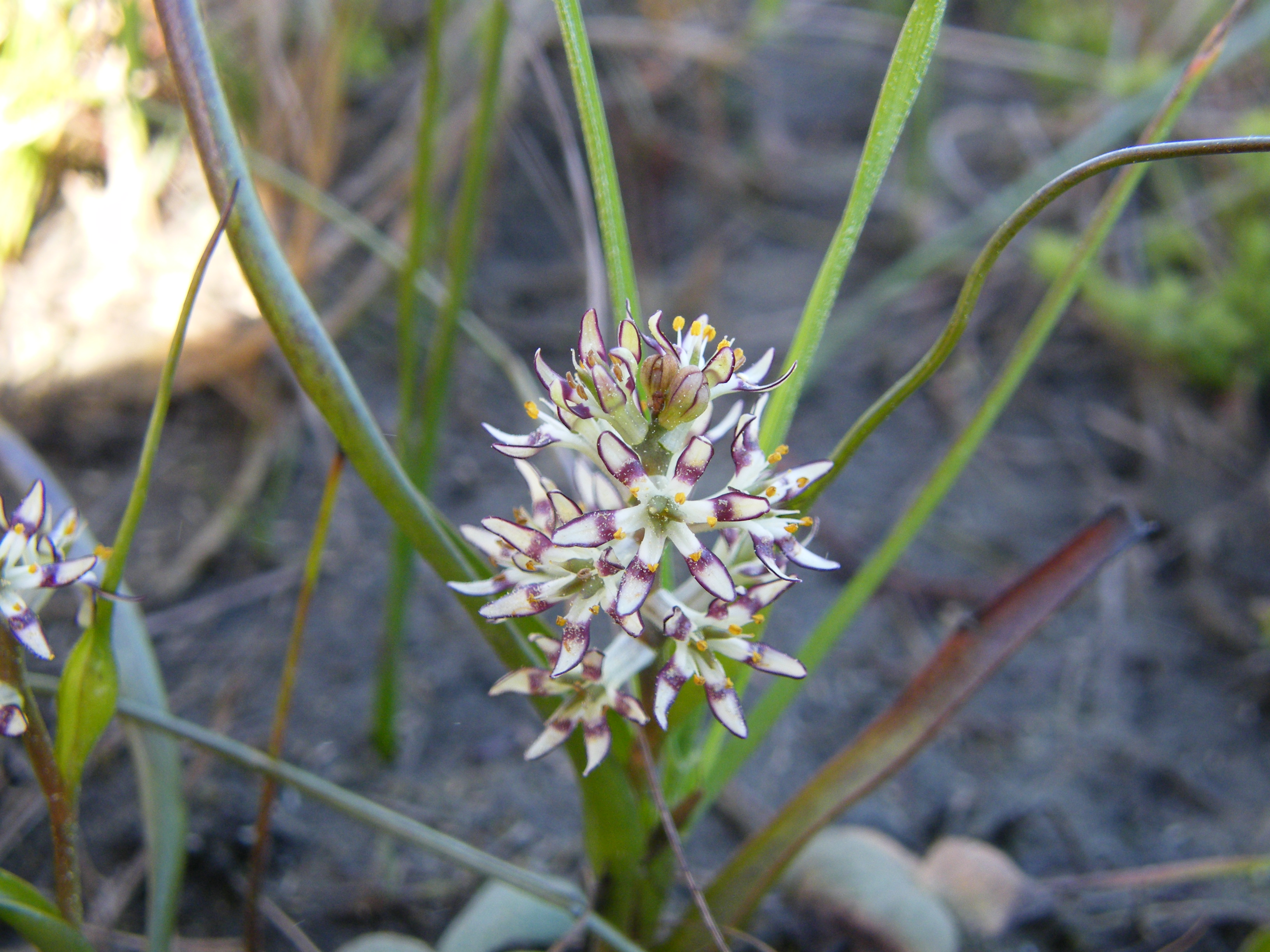
Wurmbea inusta, fotografía tomada en El Cabo, Sudáfrica.

La historia taxonómica de la familia comenzó en 1805 cuando el botánico suizo Augustin Pyrame de Candolle usó por primera vez el nombre de la familia Colchicaceae en su publicación Flore Française. Este taxónomo incluyó en la familia 6 géneros: Bulbocodium, Colchicum y Merendera (aún hoy miembros de la familia) y Erythronium, Tofieldia, y Veratrum actualmente asignados a Liliaceae. La sinopsis de J. G. Baker de 1879 siguió la misma línea. No obstante, en los siguientes 100 a 150 años, todos estos géneros fueron tratados principalmente como parte de una definición amplia de la familia de las liliáceas (denominada "Liliaceae sensu lato"). El taxónomo alemán F. Buxbaum realizó importantes contribuciones morfológicas y anatómicas dentro de las Liliáceas en sentido amplio y erigió una nueva subfamilia, Wurmbeoideae, en la cual dispuso seis tribus: Neodregeae (Neodregea y Onixotis), Wurmbaeae (Wurmbaea y Anguillaria), Colchiceae (Androcymbium y Colchicum que incluía a Bulbocodium y Merendera), Baeometrae (Baeometra); Iphigenieae (Iphigenia, Camptorrhiza (Iphigeniopsis) y Ornithoglossum); y Glorioseae (Gloriosa, Littonia y Sandersonia). Los géneros rizomatosos los dispuso en la subfamilia Melanthioideae, que incluía a Burchardia. 
Nordenstam en 1982 revisó y sintetizó la historia taxonómica de la familia y sugirió algunas delimitaciones tribales novedosas. A grandes rasgos, su clasificación siguió a la de Buxbaum de 1936. Las mayores diferencias se encontraban en que fusionó las tribus Neodregeae y Wurmbaeae en una sola, a la que llamó Anguillareae; reconoció al género Hexacyrtis y fusionó a Iphigenieae y Glorioseae dentro de Iphigeneae.
En la década de 1990, los estudios moleculares sobre estas especies y muchas otras monocotiledóneas, indicaron que algunos géneros de difícil clasificación, tales como Burchardia, Tripladenia, Uvularia, y Disporum, pertenecían a Colchicaceae. Nordenstram en 1998 expandió la circunscripción de la familia para incluirlos, de modo tal que la misma quedó conformada por 19 géneros y 225 especies. El mismo autor puntualizó la necesidad de disponer una nueva taxonomía para la familia, a nivel de tribus y subfamilias. Presentó, por ello, una nueva clasificación familiar en la que se reconocían dos subfamilias, una que incluía los taxa wurmbaeoides, con cormo, fruto capsular y colchicina; y otra subfamilia que agrupaba a los géneros uvularioides, con rizomas, cápsulas secas o carnosas y con alcoloides con anillos de tropalona.
Los más recientes estudios moleculares, sin embargo, demostraron que esos cuatro de los 19 géneros  y dos de las 5 tribus eran parafiléticos. El género Colchicum, por ejemplo, se halla anidado dentro de Androcymbium. Onixotis, por otro lado, se intergrada con Neodregea y Wurmbea. Gloriosa se entremezcla con las especies de Littonia, y Burchardia, finalmente, forma un clado hermano del resto de la familia.
Por todo lo expuesto, en 2007 se propuso una nueva clasificación de las colchicáceas que incluye toda la información molecular existente y se basa en el principio de monofilia. Esta clasificación reconoce 6 tribus morfológicamente separadas y monofiléticas. En el clado wurmbaeoide se reconocen tres tribus enmendadas: Anguillarieae, Colchiceae y Iphigenieae. El clado Uvularioide, por el otro lado, se divide en Uularieae y dos tribus nuevas Burchardieae y Tripladenieae, tal como se expone a continuación.

### Las tribus de Colchicaceae
Según Vinnersten y Manning (2007):
- Burchardieae J.C.Manning & Vinn.

Comprende un solo género australiano, Burchardia, caracterizado por sus rizomas cortos con envolturas papiráceas, hojas envolventes y el fruto en cápsula septicida. Según Vinnersten y Manning (2007), este género podría ser parafilético por lo que parte de sus especies deberían ser dispuestas en un género (e incluso en una tribu) diferente.
- Uvularieae Meisn.

Incluye dos géneros, Disporum y Uvularia, con hojas dísticas y el fruto una baya o una cápsula loculicida. Se distribuyen en América del Norte, este de Asia y oeste de Malasia. El número cromosómico básico es x=6 a x=9.
- Tripladenieae Vinn. & J.C.Manning

Esta tribu de Colchicáceas incluye tres géneros distribuidos en Australia y Nueva Guinea. Presentan rizoma, tiene hojas dísticas y los números cromosómicos básicos son x=7 y x=18.
- Colchiceae Rchb.

Incluye aproximadamente 5 géneros (el número no es exacto debido a los continuos estudios que fusionan dos o más géneros existentes). Por ejemplo, algunos autores incluyen a Androcymbium dentro de Colchicum, mientras que otros los mantienen separados. Se distribuyen por África, Europa y Asia. Los números cromosómicos básicos van desde x=6 hasta x=10.
- Iphigenieae Hutch.

Incluye dos géneros que se distribuyen en los trópicos del Viejo Mundo y Sudáfrica. No presentan nectarios. Los números cromosómicos básicos son x=10, 11 y 13.
- Anguillarieae D.Don

Contiene dos géneros de África y Australia, con inflorescencia racimosa o en espiga y sin brácteas. Los números cromosómicos básicos son x=5, 7, 10, 11.

### Los géneros de Colchicaceae
Constantemente se encuentran y describen nuevas especies de colchicáceas para la ciencia, como por ejemplo en los géneros Colchicum,Merendera, Camptorrhiza, Iphigenia, Gloriosa, Androcymbium, y Wurmbea. Por otro lado, los géneros Neodregea y Onixotis han sido incluidos en una circunscripción más amplia de Wurmbea, definida por su inflorescencia en espiga, sin brácteas y con plantas con tres hojas. El género Littonia se incluye actualmente en un género Gloriosa expandido, que se distingue por su cormo estolonífero, flores amarillas a naranjas y semillas más o menos carnosas. En agosto de 2007 se publicó una redefinición del género Colchicum L. para incluir a Androcymbium ya que la evidencia molecular indicó que no se trata de dos géneros separados debido a que las especies de ambos se entremezclan en los análisis cladísticos. En agosto de 2008, sin embargo, un análisis combinado de la morfología y los datos moleculares indicó que esa redefinición de Colchicum era innecesaria. No obstante, este último análisis comprobó que los géneros Bulbocodium y Merendera deben incluirse dentro de Colchicum, manteniendo separado a Androcymbium.
El género australiano Petermannia, usualmente incluido en Colchicaceae, en la actualidad se dispone en su propia familia. 
Colchicaceae, dependiendo de la circunscripción que se utilice para cada género, comprende 16 géneros y 225 especies. Los géneros más representados son Colchicum (90 especies), Wurmbea (40 especies), Androcymbium (40 especies), Iphigenia (15 especies), y Disporum (15 especies).
- Androcymbium Willd., Mag. Neuesten Entdeck. Gesammten Naturk. Ges. Naturf. Freunde Berlin 2: 21 (1808). Comprende 55 especies distribuidas por el Mediterráneo y Yemen hasta Sudáfrica.
- Baeometra Salisb. ex Endl., Gen. Pl. 1: 136 (1836). Incluye una sola especie del sudoeste de la provincia de El Cabo, en Sudáfrica.
- Burchardia R.Br., Prodr.: 272 (1810). Género australiano con 6 especies.
- Camptorrhiza Hutch., Fam. Fl. Pl., Monocot. 2: 101 (1934). Comprende dos especies de África tropical y Sudáfrica.
- Colchicum L., Sp. Pl.: 341 (1753). (incl. Bulbocodium) L., Sp. Pl.: 294 (1753), Merendera Ramond, Bull. Sci. Soc. Philom. Paris 2: 178 (1801)). Comprende 101 especies ampliamente distribuidas por Europa hasta el Himalaya, norte de África y la península árabe.
- Gloriosa L., Sp. Pl.: 305 (1753) (incl.: Littonia Hook., Bot. Mag. 79: t. 4723 (1853)). Incluye 10 especies distribuidas por África tropical y Sudáfrica, Malasia y el subcontinente indio.
- Hexacyrtis Dinter, Repert. Spec. Nov. Regni Veg. 30: 84 (1932). Género monotípico distribuido en Namibia y el norte de El Cabo.
- Iphigenia Kunth, Enum. Pl. 4: 212 (1843), nom. cons. Comprende trece especies de regiones tropicales y subtropicales del Viejo Mundo y Nueva Zelanda.
- Kuntheria Conran & Clifford, in Fl. Australia 45: 490 (1987). Género monotípico del noreste de Australia.
- Ornithoglossum Salisb., Parad. Lond.: t. 54 (1806). Con 8 especies distribuidas desde  Tanzania a Sudáfrica.
- Sandersonia Hook., Bot. Mag. 79: t. 4716 (1853). Género monotípico del sur de África.
- Schelhammeria R.Br., Prodr.: 273 (1810). Comprende dos especies de Nueva Guinea y Australia.
- Tripladenia D.Don, Proc. Linn. Soc. London 1: 46 (1839). Género monotípico del este de Australia.
- Uvularia L., Sp. Pl.: 304 (1753). Incluye 5 especies que se distribuyen por Canadá y Estados Unidos.
- Wurmbea Thunb., Nov. Gen. Pl. 1: 18 (1781) (incl.: Neodregea C.H.Wright, Bull. Misc. Inform. Kew 1909: 308 (1909), Onixotis Raf., Fl. Tellur. 2: 32 (1837)). Comprende 48 especies distribuidas en África tropical y Sudáfrica.

## Importancia económica

### Usos medicinales

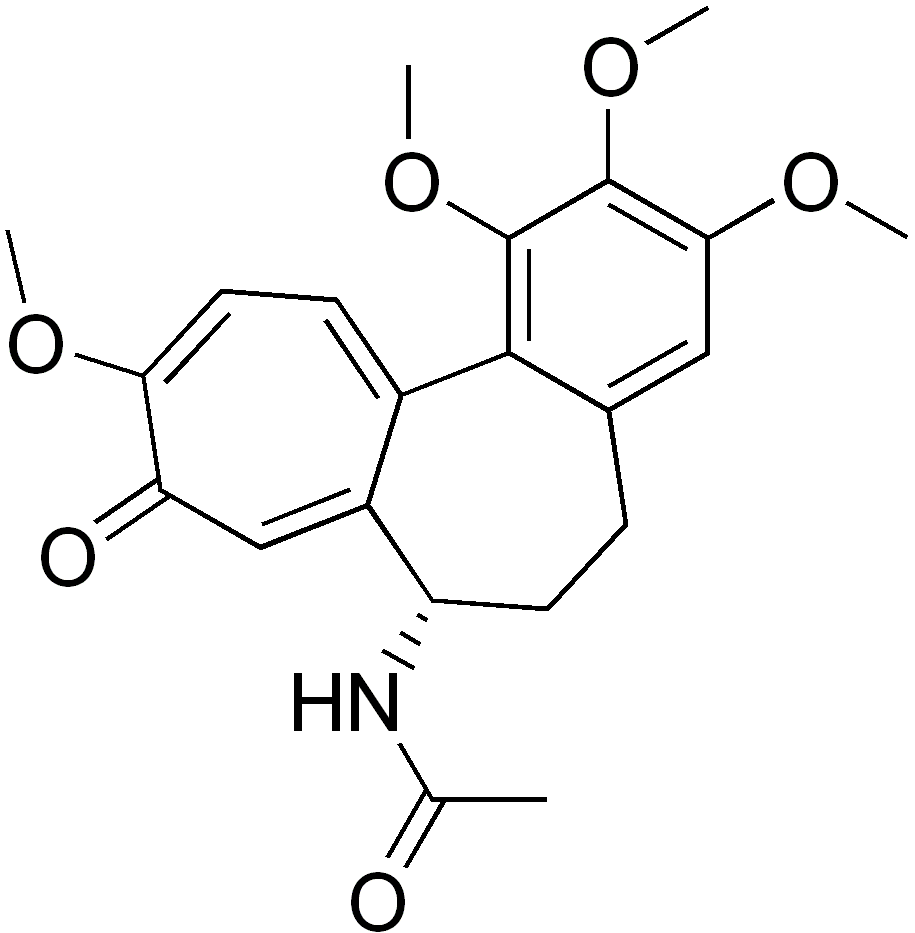
Estructura química de la colchicina

Muchos géneros son utilizados en medicina por sus alcaloides altamente tóxicos. El alcaloide colchicina es bien conocido por su efecto antimitótico.
En la extracción de la colchicina a partir del cólquico se utilizan las semillas maduras y secas. Estas semillas son aovadas a irregularmente esféricas, de 2 a 3 mm de diámetro, muy duras y de color pardo oscuro y presentan de 0,6 a 1,2 % de colchicina. La colchicina es un alcaloide particular muy soluble en agua, soluble en alcohol y cloroformo, por lo que estas propiedades se utilizan para la extracción a partir de las semillas molidas. La droga oficial debe contener 0,4 % de colchicina.
Es un fármaco que ha sido utilizado durante muchos años como la base del tratamiento de la gota (enfermedad inflamatoria articular en relación con el aumento de los niveles sanguíneos de ácido úrico), hasta la aparición de los antiinflamatorios no esteroideos (AINE), tiene cierto protagonismo en la terapéutica actual como inmunomodulador y antifibrótico en diversas enfermedades autoinmunes (tales como la esclerodermia, cirrosis biliar primaria) y otras enfermedades como amiloidosis, dermatitis herpetiforme, pericarditis y fiebre mediterránea familiar.

### Plantas ornamentales
Colchicum, Gloriosa y Sandersonia se cultivan en varias partes del mundo como plantas ornamentales por el tamaño y belleza de sus flores.

### Otros usos
Debido a que la colchicina es un fármaco antimitótico que detiene o inhibe la división celular en metafase o en anafase, evita el reparto de las cromátidas de cada cromosoma durante la mitosis, provocando la formación de núcleos poliploides en las células hijas ya que aunque no haya separación, sí hay duplicación del material genético. Su efecto se debe a que impide la polimerización de la tubulina durante la formación del huso acromático. Por esta razón se la empleado en mejoramiento genético de plantas para inducir la duplicación cromosómica, ya sea para obtener plantas más grandes o para sortear la esterilidad de los híbridos interespecíficos con escaso o nulo apareamiento cromosómico.